# Brazil női labdarúgó-bajnokság (első osztály)
A Campeonato Brasileiro de Futebol Feminino Série A1, röviden Série A1 Brazília női első osztályú labdarúgó-bajnoksága, melyet 2013-ban hoztak létre.

## Története
A női labdarúgás Brazíliában 1983 óta kelteződik a Taça Brasil de Futebol Feminino megalapításával.
A négycsapatos kuparendszerben lebonyolított sorozatot 1985-ben hat, majd egy évvel később már nyolc együttes részvételével rendezték. Az érdeklődés hiányában a bajnokság működése több alkalommal is kétségessé vált és 2001-re már csak néhány állami bajnokságban rendeztek mérkőzéseket.
2006-ban a São Paulo állami labdarúgó-szövetség (FPF) a Brazil labdarúgó-szövetséggel próbált egy újabb pontvadászatot létrehozni, azonban a Liga Nacional mindössze két szezon után megszűnt. Az elkövetkezendő években a  Copa do Brasil versenyein szerepeltek a női csapatok.
A 2011-es világbajnokság után a CBF ismét felvázolt egy tervezetet az országos bajnokság újbóli beindítása okán és 2013-ban 20 csapat részvételével Campeonato Brasileiro de Futebol Feminino néven indították útnak a küzdelmeket.

## A 2023-as szezon résztvevői
| Klub                | Település      | Állam | Stadion                      | Férőhely |
| ------------------- | -------------- | ----- | ---------------------------- | -------- |
| Atlético Paranaense | Curitiba       | PR    | Miniestádio                  | 1 356    |
| Atlético Mineiro    | Belo Horizonte | MG    | Estádio das Alterosas        | 2 000    |
| Avaí/Kindermann     | Caçador        | SC    | Carlos Alberto Costa Neves   | 6 500    |
| Bahia               | Salvador       | BA    | Cidade Tricolor              | 500      |
| Ceará               | Fortaleza      | CE    | Domingão                     | 8 000    |
| Corinthians         | São Paulo      | SP    | Estádio Parque São Jorge     | 13 969   |
| Cruzeiro            | Belo Horizonte | MG    | Estádio das Alterosas        | 2 000    |
| Ferroviária         | Araraquara     | SP    | Fonte Luminosa               | 20 950   |
| Flamengo            | Rio de Janeiro | RJ    | Estádio da Gávea             | 4 000    |
| Grêmio              | Porto Alegre   | RS    | Estádio Antônio Vieira Ramos | 4 700    |
| Internacional       | Porto Alegre   | RS    | SESC Campestre               | 2 800    |
| Palmeiras           | São Paulo      | SP    | Estádio Doutor Jayme Cintra  | 13 905   |
| Real Ariquemes      | Ariquemes      | RO    | Estádio Gentil Valério       | 5 000    |
| Real Brasília       | Brazíliaváros  | DF    | Defelê                       | 1 500    |
| Santos              | Santos         | SP    | Vila Belmiro                 | 16 068   |
| São Paulo           | São Paulo      | SP    | Marcelo Portugal             | 1 500    |

## A bajnokságok győztesei (1983–)
| Szezon                                    | Bajnok                    | Eredmény                  | Második                             | Gólkirálynő               |
| ----------------------------------------- | ------------------------- | ------------------------- | ----------------------------------- | ------------------------- |
| Taça Brasil de Futebol Feminino           |                           |                           |                                     |                           |
| 1983                                      | Radar                     | 5–0                       | Goiás                               | Alice                     |
| 1984                                      | Radar                     | 1–1 (3–2 bü.)             | Atlético Mineiro                    |                           |
| 1985                                      | Radar                     | 3–0                       | Internacional                       | Cenira (10)               |
| 1986                                      | Radar                     | 4–0                       | Seleção de Brasília                 |                           |
| 1987                                      | Radar                     | 0–0 (4–3 bü.)             | Vila Dimas                          |                           |
| 1988                                      | Radar                     | 3–0                       | Sul América                         | Michael Jackson (8)       |
| Troféu Brasil de Clubes                   |                           |                           |                                     |                           |
| 1989                                      | Saad                      | –                         | ismeretlen                          |                           |
| Torneio Nacional                          |                           |                           |                                     |                           |
| 1990                                      | Independente              | –                         | Vasco da Gama                       |                           |
| 1991                                      | Sul América               | –                         | ismeretlen                          |                           |
| Torneio de Futebol Feminino               |                           |                           |                                     |                           |
| 1991                                      | Saad                      | –                         | ismeretlen                          |                           |
| 1992                                      | nem rendeztek bajnokságot | nem rendeztek bajnokságot | nem rendeztek bajnokságot           | nem rendeztek bajnokságot |
| Taça Brasil de Clubes                     |                           |                           |                                     |                           |
| 1993                                      | Vasco da Gama             | –                         | Saad                                |                           |
| Campeonato Nacional de Futebol Feminino   |                           |                           |                                     |                           |
| 1994                                      | Vasco da Gama             | –                         | Euroexport                          |                           |
| 1995                                      | nem rendeztek bajnokságot | nem rendeztek bajnokságot | nem rendeztek bajnokságot           | nem rendeztek bajnokságot |
| 1996                                      | Saad                      | –                         | Vasco da Gama                       |                           |
| 1997                                      | São Paulo                 | 4–0                       | Portuguesa                          |                           |
| 1998                                      | Vasco da Gama             | 4–0                       | Portuguesa                          |                           |
| 1999–2000                                 | Portuguesa                | 4–0                       | Palmeiras                           | Kátia (19)                |
| 2001                                      | Santa Isabel              | 1–0                       | Matonense                           | Duda (10)                 |
| 2002                                      | nem rendeztek bajnokságot | nem rendeztek bajnokságot | nem rendeztek bajnokságot           | nem rendeztek bajnokságot |
| Circuito Brasileiro de Futebol Feminino   |                           |                           |                                     |                           |
| 2003                                      | Saad                      | Négyes torna              | Seleção de Brasileira Universitária |                           |
| 2004                                      | nem rendeztek bajnokságot | nem rendeztek bajnokságot | nem rendeztek bajnokságot           | nem rendeztek bajnokságot |
| 2005                                      | nem rendeztek bajnokságot | nem rendeztek bajnokságot | nem rendeztek bajnokságot           | nem rendeztek bajnokságot |
| 2006                                      | Botucatu                  | 2–2 (4–3 bü.)             | CEPE-Caxias                         | Grazielle (11)            |
| 2007                                      | Santos                    | 3–0                       | Botucatu                            |                           |
| Campeonato Brasileiro de Futebol Feminino |                           |                           |                                     |                           |
| 2013                                      | Centro Olímpico           | 2–2 2–1                   | São José                            | Gabi Zanotti (12)         |
| 2014                                      | Ferroviária               | 3–0 5–3                   | Kindermann                          | Raquel Fernandes (16)     |
| 2015                                      | Rio Preto                 | 1–0 1–1                   | São José                            | Gabi Nunes (14)           |
| 2016                                      | Flamengo                  | 0–1 2–1                   | Rio Preto                           | Millene (10)              |
| 2017                                      | Santos                    | 2–0 1–0                   | Corinthians                         | Sole Jaimes (18)          |
| 2018                                      | Corinthians               | 1–0 4–0                   | Rio Preto                           | Danyelle (15)             |
| 2019                                      | Ferroviária               | 1–1 0–0 (4–2 bü.)         | Corinthians                         | Millene (19)              |
| 2020                                      | Corinthians               | 0–0 4–2                   | Kindermann                          | Carla Nunes (12)          |
| 2021                                      | Corinthians               | 1–0 3–1                   | Palmeiras                           | Bia Zaneratto (13)        |
| 2022                                      | Corinthians               | 1–1 4–1                   | Internacional                       | Cristiane (13)            |
| 2023                                      | Corinthians               | 0–0 2–1                   | Ferroviária                         | Amanda Gutierres (13)     |
| 2024                                      | Corinthians               | 3–1 2–0                   | São Paulo                           | Amanda Gutierres (15)     |

## Eddigi bajnokok
| Klub            | Bajnok | Második | Bajnoki évek                       | Bajnoki évek  | Bajnoki évek     | Bajnoki évek     | Bajnoki évek   | Bajnoki évek | Bajnoki évek | Bajnoki évek  | Bajnoki évek                        |
| Klub            | Bajnok | Második | Taça Brasil                        | Troféu Brasil | Torneio Nacional | Torneio Feminino | Taça de Clubes | Nacional     | Circuito     | Liga Nacional | Brasileiro                          |
| --------------- | ------ | ------- | ---------------------------------- | ------------- | ---------------- | ---------------- | -------------- | ------------ | ------------ | ------------- | ----------------------------------- |
| Corinthians     | 6      | 2       |                                    |               |                  |                  |                |              |              |               | 2018, 2020, 2021, 2022, 2023, 2024, |
| Radar           | 6      | –       | 1983, 1984, 1985, 1986, 1987, 1988 |               |                  |                  |                |              |              |               |                                     |
| Saad            | 4      | 1       |                                    | 1989          |                  | 1991             |                | 1996         | 2003         |               |                                     |
| Vasco da Gama   | 3      | 2       |                                    |               |                  |                  | 1993           | 1994, 1998   |              |               |                                     |
| Santos          | 2      | 1       |                                    |               |                  |                  |                |              |              | 2007          | 2017                                |
| Ferroviária     | 2      | 1       |                                    |               |                  |                  |                |              |              |               | 2014, 2019                          |
| Portuguesa      | 1      | 2       |                                    |               |                  |                  |                | 2000         |              |               |                                     |
| Rio Preto       | 1      | 2       |                                    |               |                  |                  |                |              |              |               | 2015                                |
| São Paulo       | 1      | 1       |                                    |               |                  |                  |                | 1997         |              |               |                                     |
| Botucatu        | 1      | 1       |                                    |               |                  |                  |                |              |              | 2006          |                                     |
| Centro Olímpico | 1      | –       |                                    |               |                  |                  |                |              |              |               | 2013                                |
| Flamengo        | 1      | –       |                                    |               |                  |                  |                |              |              |               | 2016                                |
| Independente    | 1      | –       |                                    |               | 1990             |                  |                |              |              |               |                                     |
| Santa Isabel    | 1      | –       |                                    |               |                  |                  |                | 2001         |              |               |                                     |
| Sul América     | 1      | –       |                                    |               |                  | 1991             |                |              |              |               |                                     |